# نيوكليوسيد
| القاعدة النيتروجينية | نيوكليوسيد ريبوزي   | نيوكليوسيد ريبوزي منقوص الأكسجين |
| -------------------- | ------------------- | -------------------------------- |
| أدينين               | أدينوسين A          | أدينوسين منقوص الأكسجين dA       |
| غوانين               | غوانوسين G          | غوانوسين منقوص الأكسجين dG       |
| ثايمين               | 5-ميثيل يوريدين m5U | ثيميدين dT                       |
| يوراسيل              | يوريدين U           | يوريدين منقوص الأكسجين dU        |
| سايتوسين             | سيتيدين C           | سيتيدين منقوص الأكسجين dC        |

النيوكليوسيد (بالإنجليزية: Nucleoside)‏ هو الأمين الغليكوسلي الذي يمكن اعتباره نيوكليوتيدا بدون مجموعة الفوسفات. حيث يتكون النيوكليوتيد من قاعدة نووية (تسمى أيضا قاعدة نيتروجينية) ومن سكر خماسي الكربون (إما ريبوز أو ريبوز منقوص الأكسجين) ومن مجموعة أو أكثر من مجموعات الفسفات في حين يتكون النيوكليوسيد ببساطة من قاعدة نووية (نيتروجينية) ومن سكر خماسي الكربون فقط. وفي النيوكليوسيد تكون القاعدة النيتروجينية مرتبطة إما بالريبوز أو بالريبوز منقوص الأكسجين بوساطة رابطة غليكوسيدية من النوع بيتا. ومن الأمثلة على النيوكليوسيدات السيتيدين واليوريدين والأدينوسين والغوانوسين والثيميدين والإينوسين.

## اقرأ أيضا
- ريبوز منقوص الأكسجين
- ريبوز 5-فوسفات
- ريبوز
- الدنا
- الرنا